# Градоначальники Мурома

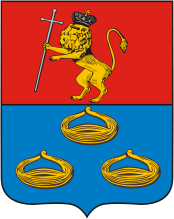

Градоначальники Мурома — представители выборной власти, осуществляющие властные полномочия в городе Муроме, Владимирской области.

## Воеводское правление
Воеводы избирались царской властью из числа бояр, дворян и детей боярских, а назначались на места Разрядным приказом с последующим утверждением царём и Боярской Думой. Воеводы подчинялись тому приказу, в ведении которого находился соответствующий город или уезд (муромские воеводы — Костромской четверти).
Воеводы управляли городом и уездом в течение одного-трёх лет. От воеводы зависел выборный орган местного самоуправления — Земская изба. В губной и Земской избах, расположенных в центре города, заседали губные и земские старосты, целовальники. Все служащие Избы выбирались горожанами на один-два года и содержались на деньги местных налогоплательщиков.

## Городской голова
В 1767 году указом императрицы Екатерины II была введена должность главы городского общественного управления, который избирался на два года домовладельцами не моложе тридцати лет и выполнял некоторые «особые распоряжения» высшей власти.
С введением в 1785 году Городового положения, известного под названием «Грамоты на права и выгоды городам Российской империи», городской голова становился председателем общей и шестигласной городской думы и избирался городским обществом на три года.

## Список градоначальников

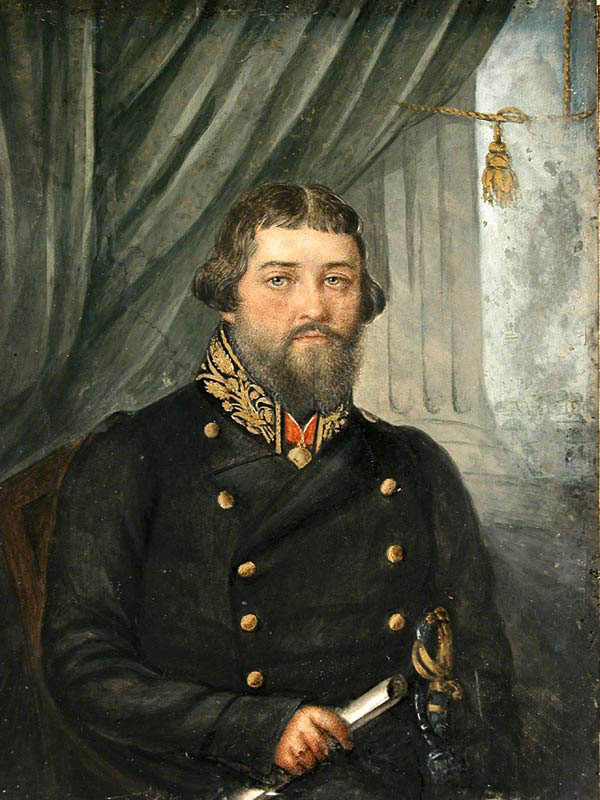
Алексей Титов (1830—1833)

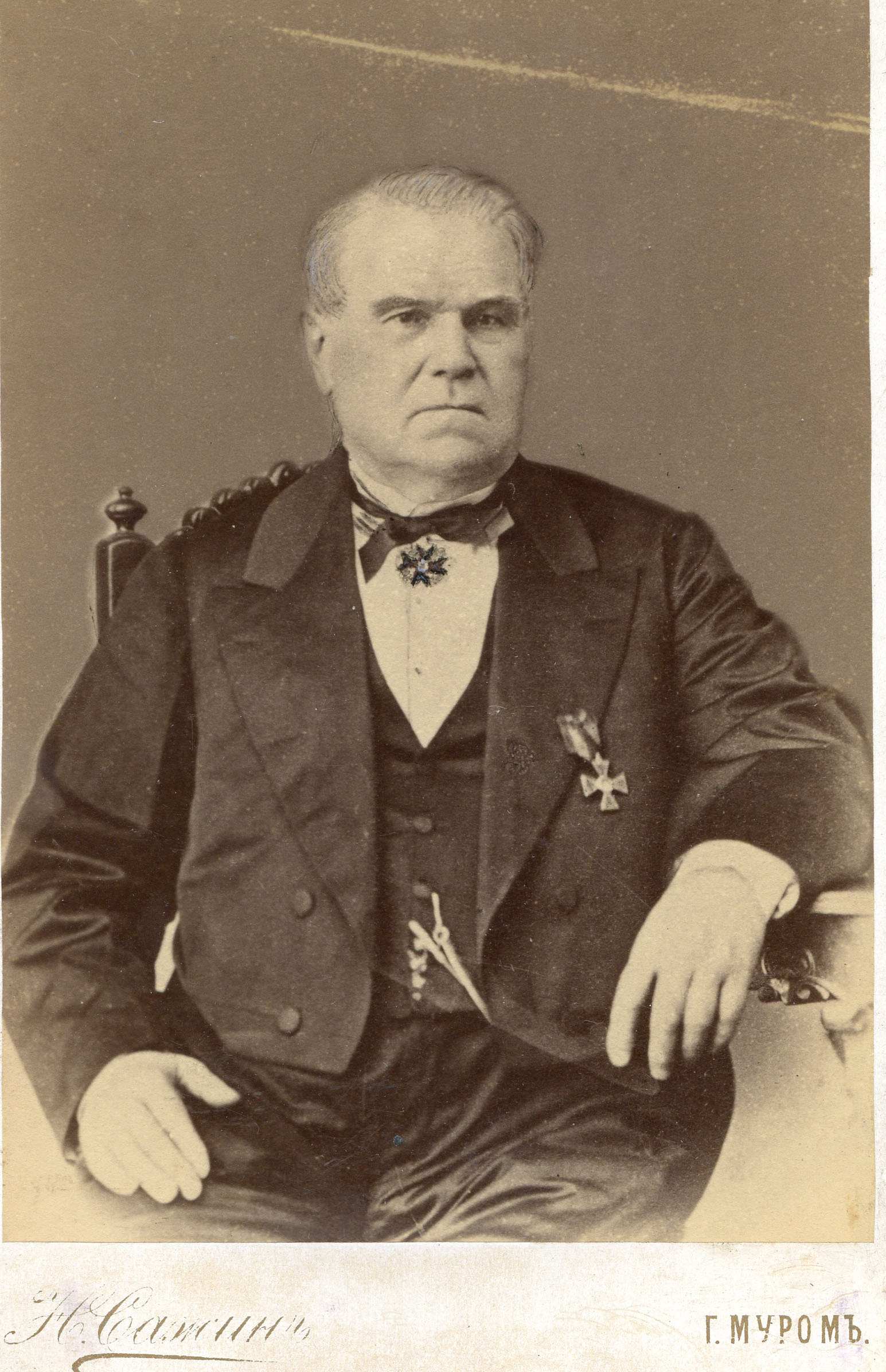
Алексей Ермаков (1863—1869)

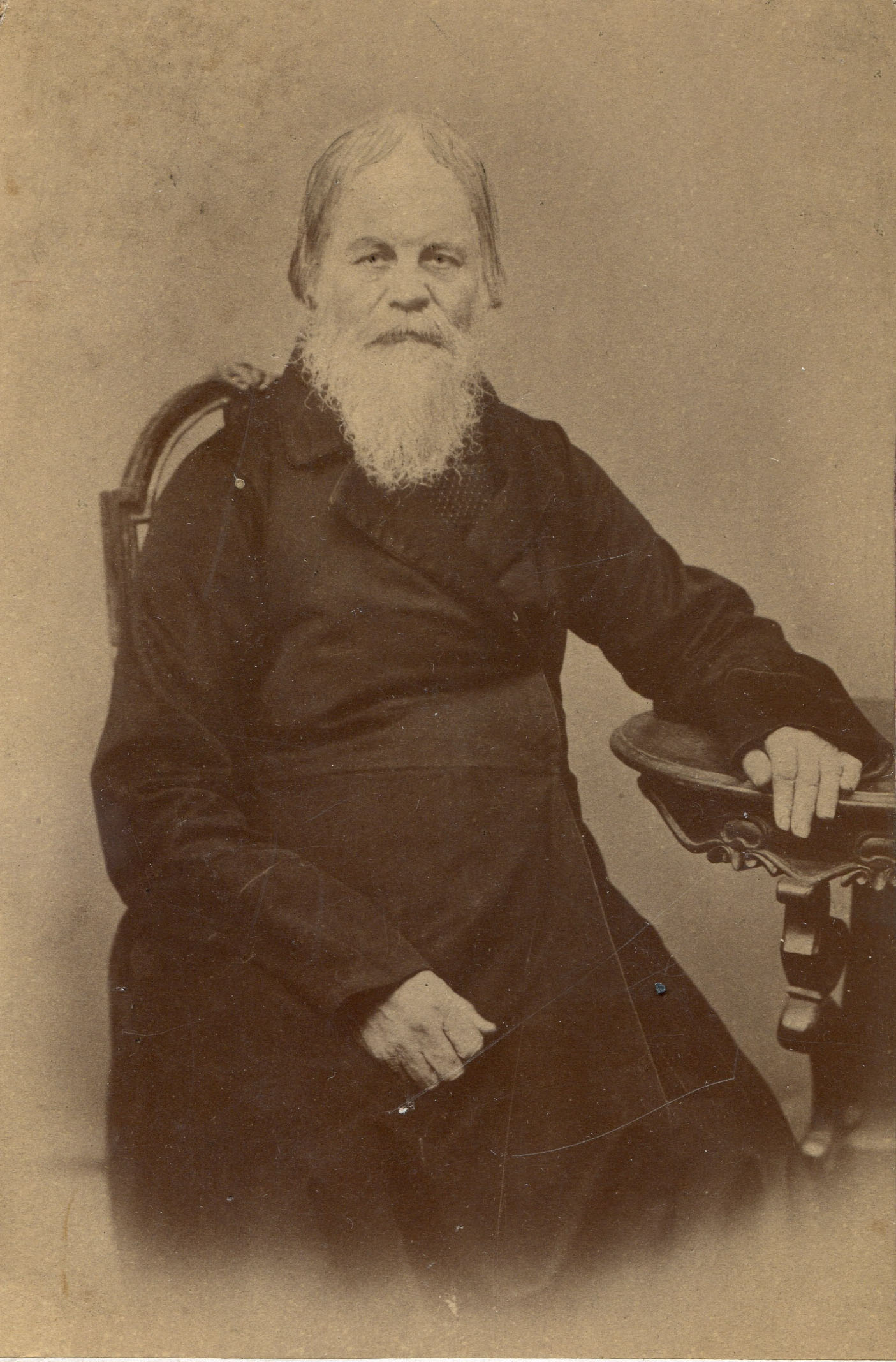
П. И. Мяздриков (1854—1857)

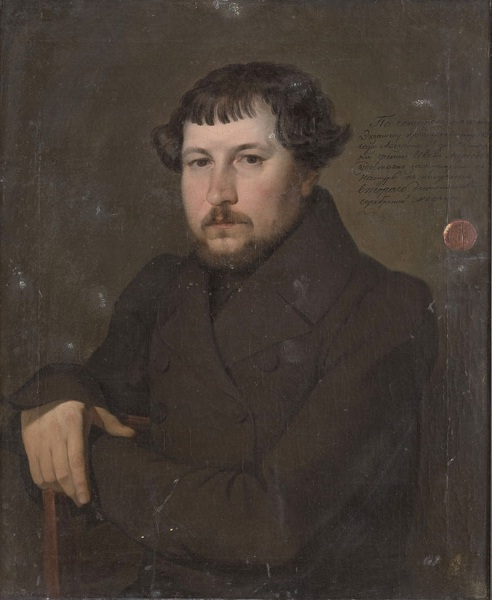
Ф. В. Суздальцев

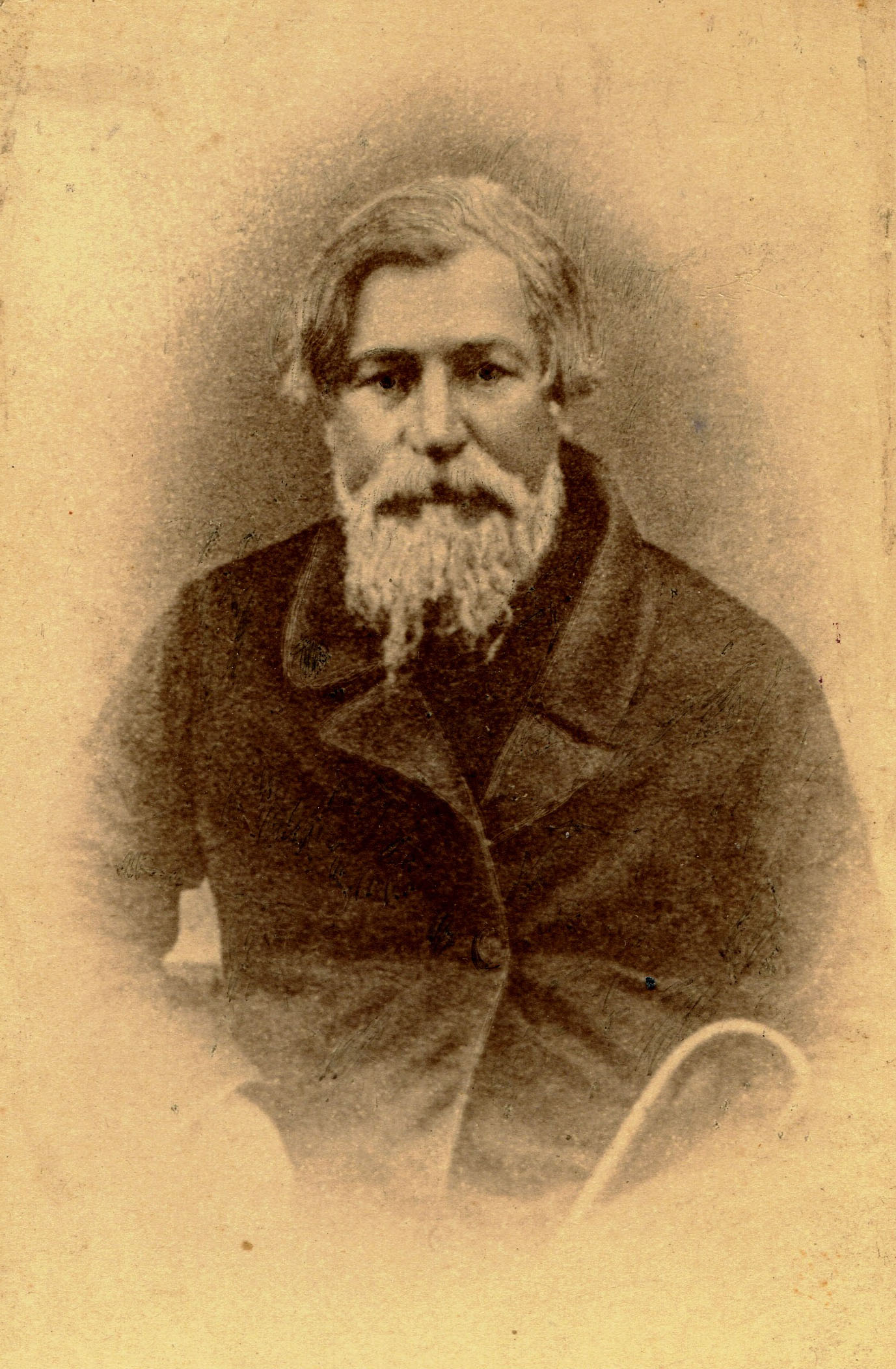
Владимир Гундобин (1869)

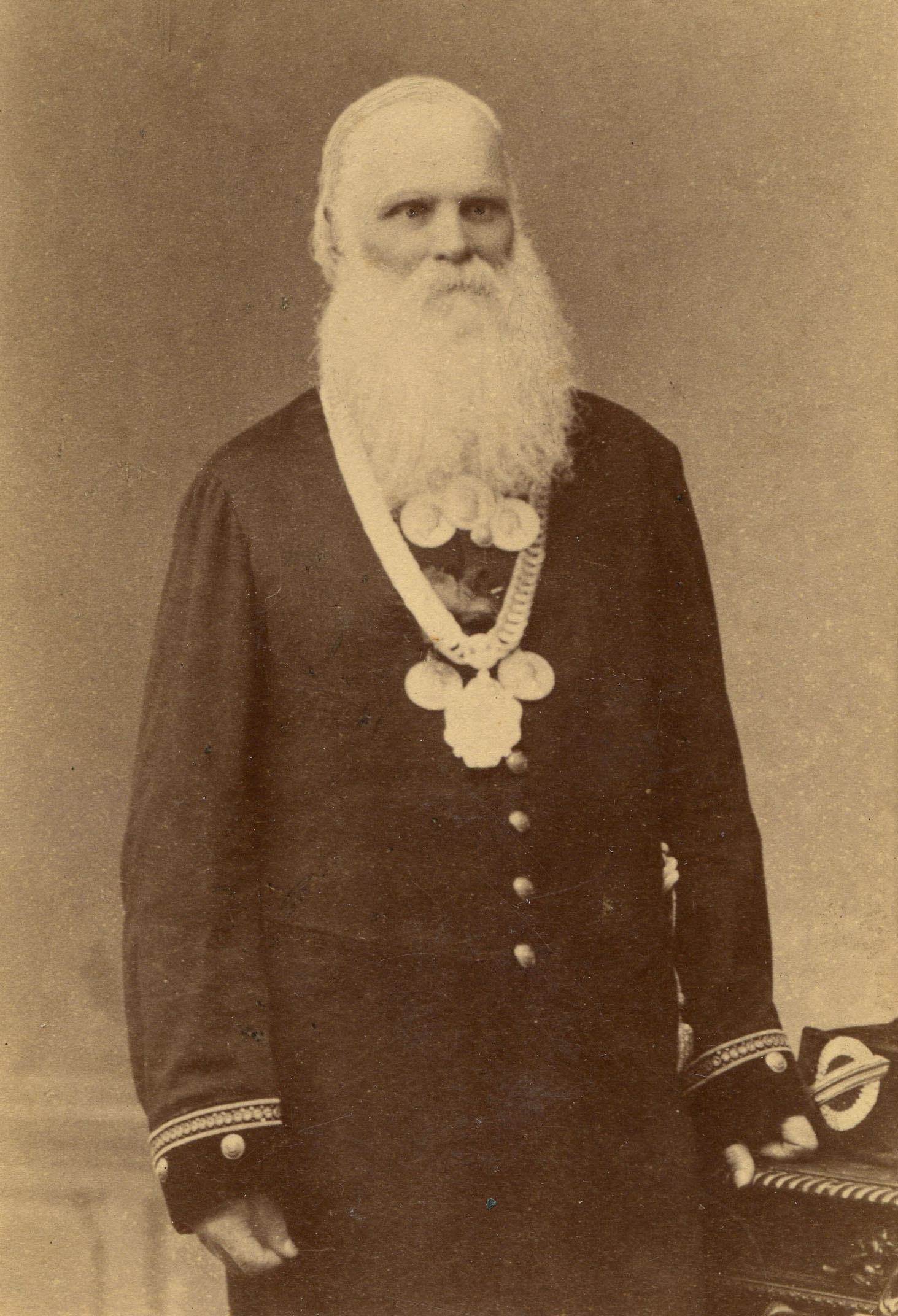
Василий Русаков (1888—1892)

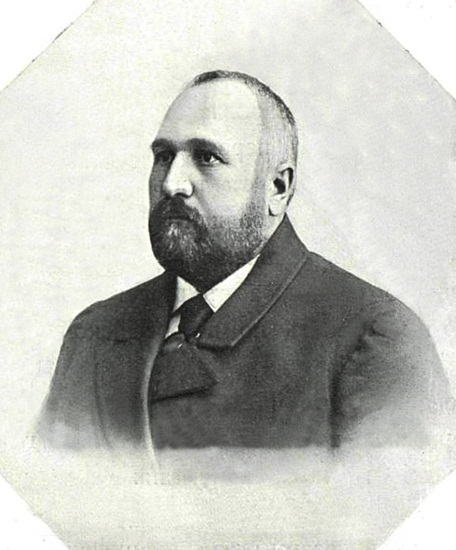
Иван Каратыгин (1899—1904)

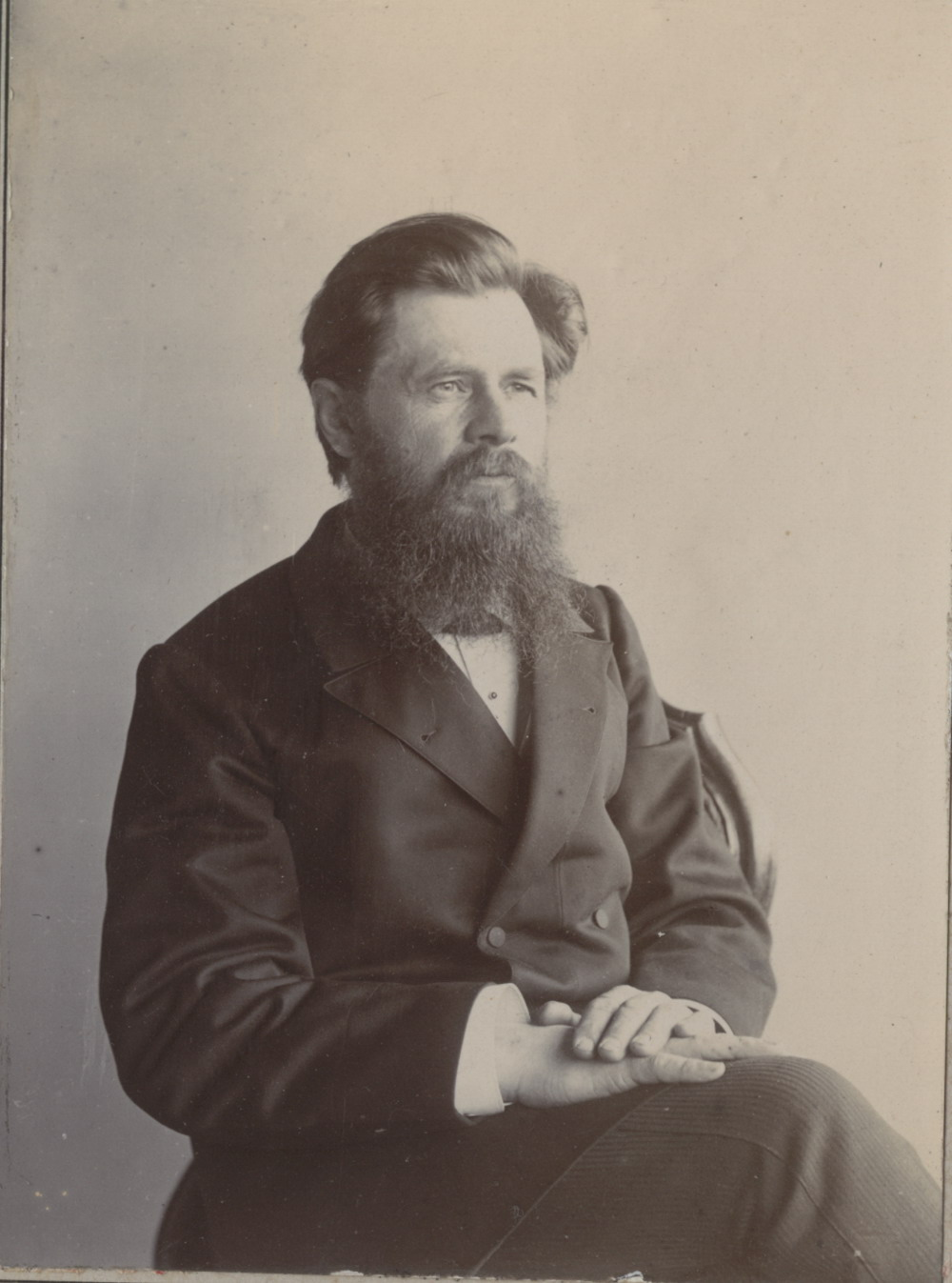
Иван Мяздриков (1907—1916)

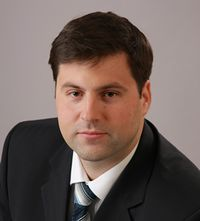
Евгений Рычков (с 2011)

| Срок полномочий                                             | Градоначальник                     | Годы жизни   | Комментарии                                       |
| ----------------------------------------------------------- | ---------------------------------- | ------------ | ------------------------------------------------- |
| Воевода                                                     |                                    |              |                                                   |
| 1523 — 1524                                                 | Горбатый-Шуйский, Борис Иванович   | (1460—1537)  | боярин                                            |
| 1526 — 1527                                                 | Шуйский, Василий Васильевич        | (1478—1538)  | наместник                                         |
| 1536                                                        | Троекуров, Иван Михайлович         | (? — †1564)  | третий воевода                                    |
| 1536 — 1537                                                 | Мстиславский, Фёдор Михайлович     | (? — †1537)  |                                                   |
| 1548                                                        | Троекуров-Ахмет, Михаил Михайлович |              | второй воевода                                    |
| 1549 — 1550                                                 | Куракин, Фёдор Андреевич           | (? — †1567)  |                                                   |
| 1555 — 1556                                                 | Вороной-Волынский, Михаил Иванович | (? — †1571)  | второй воевода                                    |
| 1573 — 1574                                                 | Воротынский, Иван Михайлович       |              |                                                   |
| 1574                                                        | Бутурлин, Дмитрий Андреевич        | (? — †1575)  |                                                   |
| 1583 — 1584                                                 | Плещеев, Иван Дмитриевич Колодка   |              |                                                   |
| 1609                                                        | Толбузин Василий                   |              |                                                   |
| 27 мая 1609—1611                                            | Алябьев, Андрей Семёнович          |              |                                                   |
| 1614                                                        | Собакин, Борис Степанович          |              |                                                   |
| 1615 — 1616                                                 | Полев, Богдан Иванович             |              |                                                   |
| 1616 — 1617                                                 | Замыцкой, Данило Андреевич         |              |                                                   |
| 1617 — 1618                                                 | Палицын, Андрей Фёдорович          |              |                                                   |
| 1618 — 1619                                                 | Волынский, Иван Васильевич         |              |                                                   |
| 1619                                                        | Репьев, Булат                      |              | осадный голова                                    |
| 1620                                                        | Мусин, Пятой Гаврилович            |              |                                                   |
| 1625 — 1626                                                 | Тургенев, Иван Юрьевич Меньшой     |              |                                                   |
| 1626 — 1628                                                 | Шапилов, Алексей Захарьевич        |              |                                                   |
| 1629 — 1630                                                 | Языков, Максим Семёнович           |              |                                                   |
| 1633                                                        | Ласкирев, Никита Иванович          |              |                                                   |
| 1635                                                        | Мертвой, Степан                    |              |                                                   |
| 1635 — 1637                                                 | Лызлов, Фёдор Елизарьевич          |              |                                                   |
| 1637 — 1639                                                 | Полтев, Фёдор Иванович             |              |                                                   |
| 1639 — 1643                                                 | Волконский, Фёдор Фёдорович Мерин  | (? — †1665)  |                                                   |
| 1645 — 1647                                                 | Траханиотов, Иван Тихонович        |              |                                                   |
| 1647                                                        | Ласкирев, Никита Иванович          |              | вторично                                          |
| 1647 — 1648                                                 | Зиновьев, Иван Петрович            |              |                                                   |
| 1648                                                        | Елецкой, Никита Васильевич         |              | князь                                             |
|                                                             | Алферьев, Иван Васильевич          |              |                                                   |
| 1651                                                        | Бестужев, Игнатий Никитич          |              |                                                   |
| 1657                                                        | Чирков, Владимир Владимирович      |              |                                                   |
| 1664 — 1665                                                 | Карамалин, Дмитрий                 |              |                                                   |
| 1665                                                        | Лошаков, Михайло                   |              |                                                   |
| 1670                                                        | Шаховской, Афанасий Фёдорович      |              | князь                                             |
| 1671 — 1672                                                 | Чертков, Иван Григорьевич          |              | воевода                                           |
| 1672 — 1673                                                 | Бахметев, Никита Юрьевич           |              | воевода                                           |
| 1677 — 1678                                                 | Чаадаев, Иван Семёнович            |              |                                                   |
| 1693                                                        | Скрыпицин, Иван Степанович         |              | отстранён царём                                   |
| 1693 — 1694                                                 | Волконский, Григорий Семёнович     |              |                                                   |
| уп. 1729                                                    | Смольянинов, Василий Анисимович    | род. 1683    | упоминается как «бургомистр»                      |
| 1772 — 1774                                                 | Пестрово, Егор Степанович          | (? — 1789)   | асессор                                           |
| Городской голова                                            |                                    |              |                                                   |
| 1785 — 1787                                                 | Елин, Михаил Иванович              |              |                                                   |
| 1787 — 1790                                                 | Зворыкин, Иван Семёнович           |              |                                                   |
| 1794 — 1797                                                 | Антонов, Алексей Иванович          |              |                                                   |
| 1797 — 1800                                                 | Мяздриков, Иван Семёнович          | (1738—1824)  |                                                   |
| 1800 — 1803                                                 | Бушев, Карп Кириллович             |              |                                                   |
| 1803 — 1806                                                 | Зворыкин, Григорий Фёдорович       |              |                                                   |
| 1806 — 1809                                                 | Зубчанинов, Василий Иванович       |              |                                                   |
| 1809 — 1812                                                 | Зворыкин, Василий Иванович         |              |                                                   |
| 1812 — 1815                                                 | Суздальцев, Василий Тимофеевич     | (1779—1834)  |                                                   |
| 1815 — 1818                                                 | Мяздриков, Пётр Иванович           | (1777 — †?)  |                                                   |
| 1818 — 1821                                                 | Зубчанинов, Василий Иванович       |              | вторично                                          |
| 1821 — 1824                                                 | Суздальцев, Василий Тимофеевич     | (1779—1834)  | вторично                                          |
| 1824 — 1827                                                 | Мяздриков, Андриан Иванович        | (1783—1858)  |                                                   |
| 1827 — 1830                                                 | Усов, Гавриил Тимофеевич           |              |                                                   |
| 1830 — 1833                                                 | Титов Алексей Алексеевич           | (1783—1848)  |                                                   |
| 1833 — 1834                                                 | Суздальцев, Василий Тимофеевич     | (1779—1834)) | третье избрание                                   |
| 1834 — 1835                                                 | Мяздриков, Пётр Иванович           | (1777 — †?)  | дослуживал срок из-за смерти В. Т. Суздальцева    |
| 1836 — 1839                                                 | Зворыкин, Егор Иванович            | (1781—1856)  |                                                   |
| 1839 — 1842                                                 | Мяздриков, Андриан Иванович        | (1783—1858)  | вторично                                          |
| 1842 — 1844                                                 | Гундобин, Иван Васильевич          | (1799—1844)  |                                                   |
| 1844 — 1845                                                 | Перлов, Иван Яковлевич             | (1781—1849)  | дослуживал срок из-за смерти И. В. Гундобина      |
| 1845 — 1848                                                 | Мяздриков, Пётр Иванович           | (1804—1873)  |                                                   |
| 1848 — 1851                                                 | Зворыкин, Григорий Дмитриевич      | (1781—1858)  |                                                   |
| 1851 — 1854                                                 | Суздальцев, Иван Васильевич        | (1791—1850)  |                                                   |
| 1854 — 1857                                                 | Мяздриков, Пётр Иванович           | (1804—1873)  | вторично                                          |
| 1857 — 1860                                                 | Суздальцев, Фёдор Васильевич       | (1801—1865)  | назначен из-за отказа А. В. Ермакова              |
| 1860 — 1863                                                 | Гундобин, Владимир Васильевич      | (1802—1883)  |                                                   |
| 1863 — 1869                                                 | Ермаков, Алексей Васильевич        | (1795—1869)  |                                                   |
| 1869                                                        | Гундобин, Владимир Васильевич      | (1802—1883)  | дослуживал срок                                   |
| 1870 — 1880                                                 | Зворыкин, Прокопий Степанович      | (1823—1883)  |                                                   |
| 1880 — 1884                                                 | Перлов, Иван Дмитриевич            | (1845—1886)  |                                                   |
| 1884 — 1888                                                 | Хохлов, Сергей Афанасьевич         | (1821—1888)  |                                                   |
| 1888 — 1891                                                 | Русаков, Василий Михайлович        | (1811—1891)  | [ 1 ]                                             |
| 1892 — 1898                                                 | Емельянов, Владимир Макарович      | (1847—1923)  | [ 2 ]                                             |
| 1899 — 1904                                                 | Каратыгин, Иван Максимович         | (1854 — †?)  | [ 3 ]                                             |
| 1905 — 1907                                                 | Зворыкин, Егор Иванович            | (1858 — ?)   |                                                   |
| 1908 — 1916                                                 | Мяздриков, Иван Петрович           | (1854—1931)  |                                                   |
| 1917                                                        | Гладков, Константин Николаевич     | (1882—†?)    | заместитель — П. Нехорошев                        |
| Председатель исполкома Муромского Совета народных депутатов |                                    |              |                                                   |
| 1917                                                        | Казачков                           |              | избран из солдат 205-го пехотного запасного полка |
| ноябрь 1917—1918                                            | Шестаков, Борис Владимирович       | (1897—1965)  |                                                   |
| 1918                                                        | Арефин П. М.                       |              |                                                   |
| 1919—1921                                                   | Шестаков, Борис Владимирович       | (1897—1965)  |                                                   |
| 1922                                                        | Селехов                            |              |                                                   |
| 1926                                                        | Воронин                            |              |                                                   |
| 1927 — 1928                                                 | Князев, Иван Константинович        |              |                                                   |
| 1928 — 1930                                                 | Самсонов, Василий Васильевич       |              |                                                   |
| 1930                                                        | Филатов                            |              |                                                   |
| 1931 — 1932                                                 | Козлов                             |              |                                                   |
| 1932 — 1933                                                 | Краюшкин                           |              |                                                   |
| 1933 — 1934                                                 | Аржаков                            |              |                                                   |
| 1934 — 1935                                                 | Николаев, Иван Дмитриевич          | (1893—1970)  |                                                   |
| 1935 — 1939                                                 | Богачёв, Сергей Семёнович          |              |                                                   |
| 1939 — 1943                                                 | Рудаков, Владимир Фёдорович        |              |                                                   |
| 1943 — 1944                                                 | Языков, Сергей Михайлович          |              |                                                   |
| 1944 — 1947                                                 | Воронцов, Иван Михайлович          |              |                                                   |
| 1947 — 1948                                                 | Хаханов, Александр Фёдорович       | (1906—?)     |                                                   |
| июль — декабрь 1948                                         | Москвин, Василий Афанасьевич       | (1904—1948)  |                                                   |
| 1949 — 1955                                                 | Андрианов, Андрей Петрович         |              |                                                   |
| 1955 — 1958                                                 | Перегудин, Тимофей Андреевич       |              |                                                   |
| 1959 — 1962                                                 | Сорокин, Александр Кузьмич         |              |                                                   |
| 1962 — 1969                                                 | Яшанов, Иван Иванович              |              |                                                   |
| 1969 — 1970                                                 | Долгов, Владимир Васильевич        | род. 1932    |                                                   |
| 1970 — 1975                                                 | Малиновский, Николай Николаевич    | (1931—1978)  |                                                   |
| 1975 — 1978                                                 | Макаренков, Николай Петрович       | (?—2009)     |                                                   |
| 1978 — 1984                                                 | Федосеев, Вячеслав Иванович        |              |                                                   |
| 1984 — 1988                                                 | Боровков, Фёдор Максимович         |              |                                                   |
| 1988 — 1990                                                 | Жуков, Виктор Иванович             | род. 1937    | [ 4 ]                                             |
| Мэр (глава администрации)                                   |                                    |              |                                                   |
| 1991 — 2000                                                 | Кауров, Пётр Алексеевич            | (1952—2000)  | [ 5 ]                                             |
| 2001 — 2011                                                 | Качеван, Валентин Афанасьевич      | 1950 -       | [ 6 ]                                             |
| c 17 марта 2011 года                                        | Рычков, Евгений Евгеньевич         | 1976 -       | [ 7 ]                                             |